# Decaisnina signata
Decaisnina signata é uma espécie de planta com flores, uma planta hemiparasita epifítica da família Loranthaceae, nativa da Austrália. Pode ser encontrada do cabo York aos Kimberleys.